# Форт Шамбре
Форт Шамбре (мальт. Forti Xambrè, фр. Fort Chambray) — бастіонний форт розташований в районі Айнсілем на острові Гоцо, Мальта. Він був побудований в середині 18-го сторіччя орденом Госпітальєрів в місцевості, яку називали Рас іт-Тафаль, між Шатт І-Ахмар портом Мґарр. Форт мав би бути цитаделлю нового міста, яке мало замінити місто Цітаделла в ролі столиці острова, але ці плани так і не були реалізовані.
Форт використовувався за прямим призначенням тільки один раз, під час французького вторгнення на Мальту в 1798 році. Пізніше споруда використовувалась як військовий госпіталь та як психічний заклад. Наразі форт проходить через реконструкцію для його подальшого використання як розкішного житла.

## Історія

### Передумови і спорудження
Форт Шамбре розташований в місцевості під назвою Рас іт-Тафаль, на підвищенні навпроти затоки Мґарр. Спочатку цю територію захищала вежа Ґарзес, яку було збудовано на початку 17-го сторіччя, та берегова батарея, споруджена на початку 18-го сторіччя. І вежа, і батарея пізніше були знищені, їх залишки не збереглись.
В 1716 році французький військовий інженер Луї-Француа де-Обін'є де-Тін'є підготував план спорудження фортифікованого міста в Рас іт-Тафаль. Комісар з фортифікацій і військової справи в своєму звіті в 1722 році порекомендував здійснити спорудження цього форту за запропонованим проєктом, оскільки завдяки йому Франція зможе підтримувати морський зв'язок із Мальтою, і в цьому форті зможуть розміститися жителі Гоцо та їхня худоба, що зменшило б навантаження на місто Цітаделла. Однак, спорудження було відкладене на невизначений термін через брак коштів.
В 1749 році Жак-Француа де-Шамбре, новий губернатор Гоцо, повідомив Великому магістру Мануелю Пінто де-Фонсеці що він заплатить за спорудження форту за проєктом Тін'є. Рада з фортифікацій і військової справи прийняла пропозицію 15 вересня і направила військового інженера Франческо Марадона вивчити місце, де має бути споруджений форт. Той вніс деякі зміни до оригінального проєкту Тін'є, і будівництво почалось у вересні 1749 року, під його наглядом. Майже 200 робочих було найнято для будівництва форту.
Під час будівництва проявились деякі проблеми, такі як структурні недоліки, недостача робочої сили та непослух робітників. Викопування рвів та початкові стадії будівництва були здебільшого завершені до червня 1752 року, і робота над спорудженням самого форту почалась в жовтні того ж року. Форт був майже готовим вже в 1757 році, і остаточно завершеним на початку 1760-их років. Однак, форт швидко прийшов у непридатність, і вже в 1789 році його описували як "руїни". Деякі незначні ремонтні роботи були проведені в 1796 році. Протягом деякого часу форт використовувався як в'язниця.
Як тільки форт було збудовано, всередині була закладена прямолінійна структура вулиць, щоб у форті могло бути споруджене місто, як це спочатку планувалося інженером де-Тін'є. Однак ділянки не були придбані, а місто так і не постало, головним чином через те, що загроза з боку Османської імперії та піратів-варварів вщухла, тож жителі Гоцо могли безпечно жити і в сільській місцевості.
Архітектурні плани, розроблені в 1850-их, показують що там мало би бути мілітаризоване барокове містечко, із вулицями розташованими за схемою решітки, подібно до міста Валлетта, а жителі міста мали би свої власні персональні сади. Великий простір в центрі мав би бути міським майданом, оточеним головними будинками. Будинки на міському майдані мали б складатися із головної церкви, будинку суду та резиденції каштеляна.

### Французьке вторгнення та захоплення
Форт Шамбре був вперше використаний під час французького вторгнення до Мальти в червні 1798 року. Коли французи висадились на Гоцо, багато жителів острова сховались всередині форту, взявши з собою худобу. На той момент фортом командував лицар де-Мегріні, і там було 72 одиниці артилерії. Спочатку форт чинив супротив, але незабаром капітулював, коли французький генерал Жан Рейн'є розмістив три роти солдат перед фортом і висунув ультиматум гарнізону форту. Жителі Гоцо повернулись по своїм домам.
Після захоплення у форті Шамбре розміщувався французький гарнізон. А вже 3 вересня, через день після початку повстання в місті Мдіна, жителі Гоцо повстали проти французів і швидко захопили весь острів окрім форту Шамбре та міста Цітаделла. 28 жовтня 1798 гоцанські повстанці під лідерством Саверіо Кассара та британські морські піхотинці під командуванням капітана Крессвелла атакували форт, і він здався на наступний день. Інші джерела кажуть, що форт був покинутий французькими солдатами в ніч з 16 на 17 вересня.

### Британське правління
Острови Мальта і Гоцо перейшли під британське управління на початку 19-го сторіччя, і внаслідок цього форт Шамбре був зайнятий британським гарнізоном. До 1830-их років всередині форту був заснований маленький військовий шпиталь, який був розширений під час Кримської війни, коли там лікували сотні поранених солдатів. Пізніше, шпиталь використовувався і британськими військовими, і мальтійськими цивільними під час епідемії лихоманки.
З початком Англо-єгипетської війни в 1882 році, величезна будівля яка раніше використовувалась як казарма, була перетворена на шпиталь, щоб лікувати поранених під час бойових дій. Так само форт використовувався під час Першої світової війни, між жовтнем 1915 та його закриттям в березні 1916 через нього пройшли тисячі хворих і поранених пацієнтів. В цей період медичний персонал випускав журнал під назвою «Газета форту Шамбре».
Військові залишили форт в 1916 році, і з 1934 до 1983 він використовувався як цивільна психіатрична лікарня, в якій розміщувалось до 200 пацієнтів. Частина форту також використовувалась як лепрозорій між 1937 та 1956, під назвою «Лікарня святого серця». Протягом часів, в які форт використовувася як шпиталь, з'явились три кладовища: одне всередині форту і два в ровах.

### Сучасна історія
В 1979 році частину форту почали перетворювати на туристичний комплекс, але цей проєкт так і не був завершений. Гарнізонне кладовище було прибране в 1980-их роках, а останки 1 липня 1991 року були перенесені на кладовище Святої Марії в селі Шеукія. Надгробні плити були встановлені окремо, у відокремленій частині форту. Деякі назвали таке знищення кладовища "актом культурного вандалізму".
Реконструкція внутрішніх частин форту почалась в січня 1993 року. Генеральний план був затверджений в 1995 році, і нові власники отримали контроль над фортом в 2007 році. З того часу всередині форту будуються житлові приміщення, а деякі бастіони відновлюються. Новий генеральний план для другої та третьої фази був затверджений в 2012 році.

## Структура

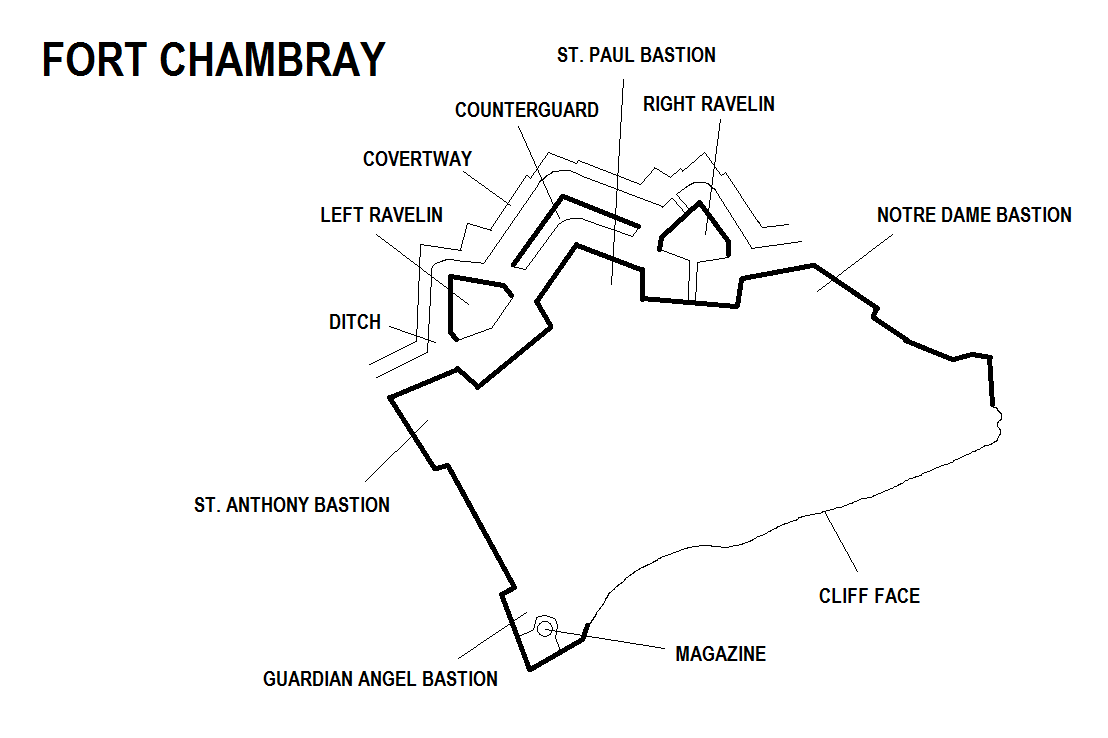
Схема форту Шамбре

Форт Шабре складається з чотирьох основних частин: бастіонного наземного фронту і його споруд, двох боків з видом на гавані Мґарр та Шатт І-Ахмар, а також гострої задньої частини, яка виступає в море.
Наземний форт складається з трьох бастіонів:
- Бастіон Святого Антонія — п'ятикутний бастіон праворуч від сухопутного фронту. В ньому є дев'ять амбразур. Спочатку, всередині нього була побудована церква, а зараз всередині нього знаходяться низка сучасних будівель.[14]
- Бастіон Святого Павла — п'ятикутний бастіон в центрі сухопутного фронту. В ньому є вісімнадцять амбразур.[15]
- Бастіон Нотр-Дам — деміостіон зліва від сухопутного фронту. Він має шість амбразур. Його права частину обвалилась і скотилася вниз приблизно на 6 метрів.[16]

Бастіони пов'язані між собою стінами, в одній з них знаходиться головна брама форту. Всі вони захищені ровами та такими спорудами:
- Великий контр-гард, яки захищає бастіон Святого Петра.
- Два равеліни, які захищають стіни, що сполучають між собою бастіони. В правому равеліні знаходиться ще одна брама.
- Критий шлях вздовж усього наземного фронту.

## Галерея

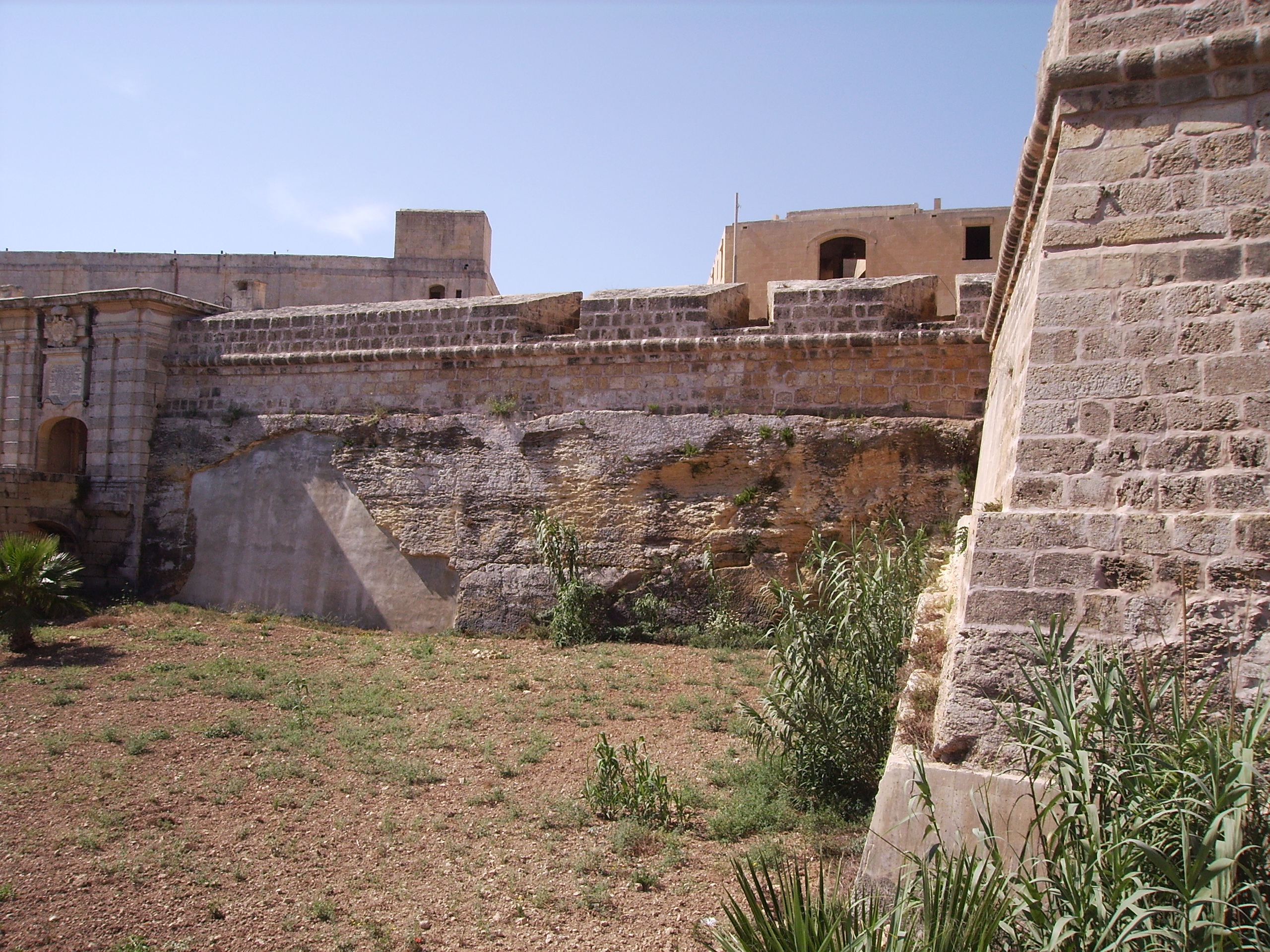
Стіна між головною брамою і бастіоном Святого Петра
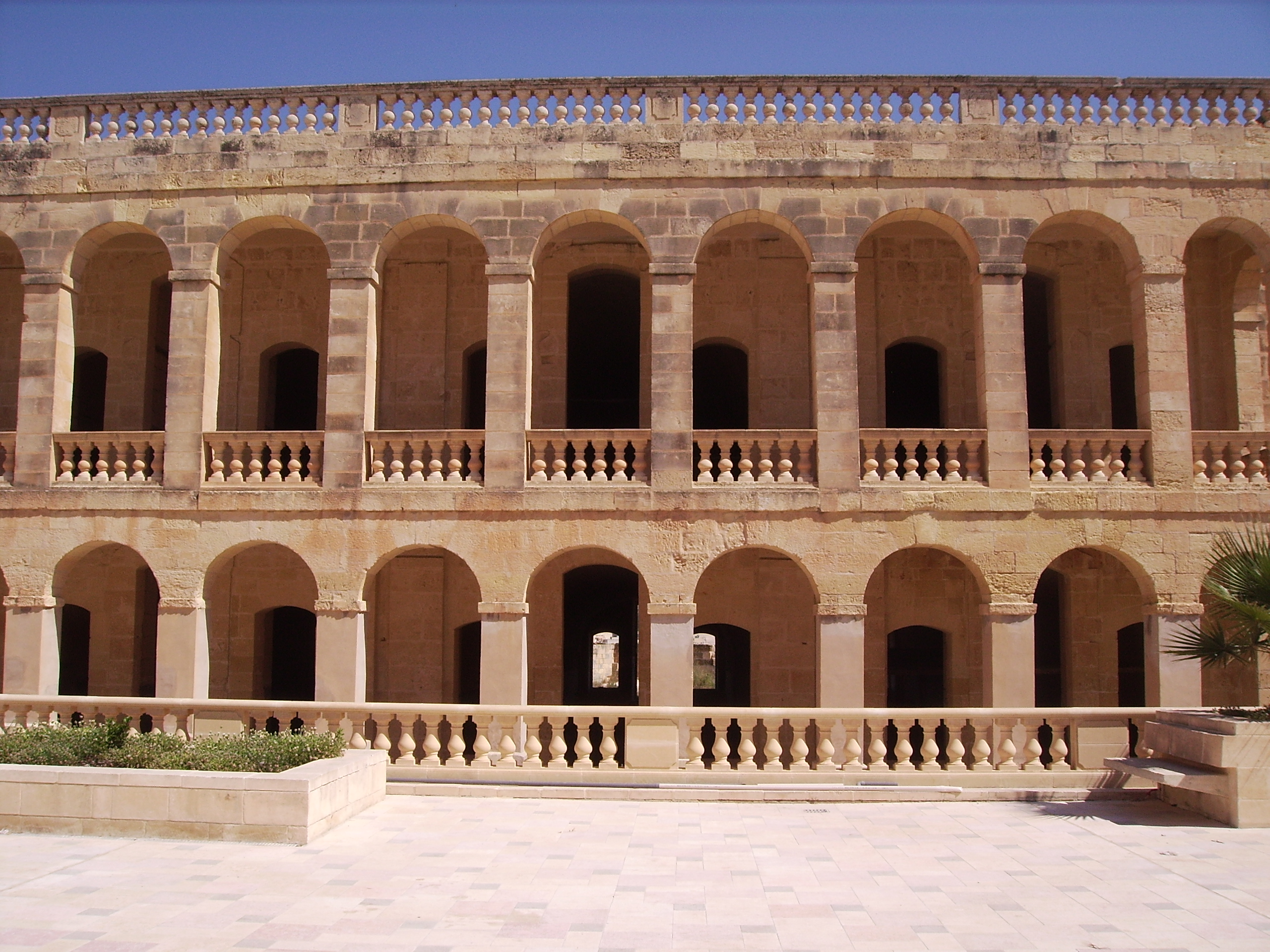
Казарма всередині форту
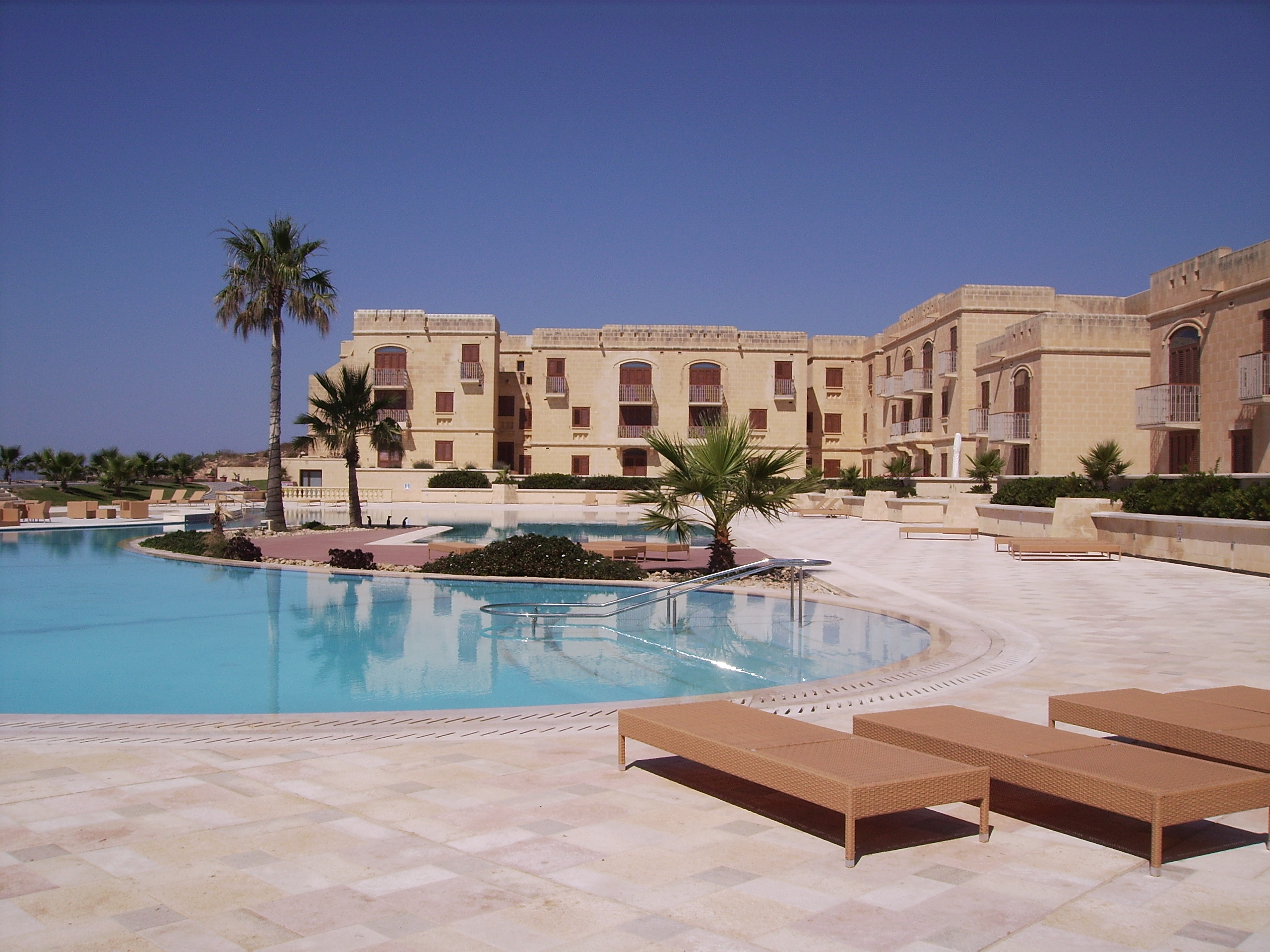
Осучаснена частина форту
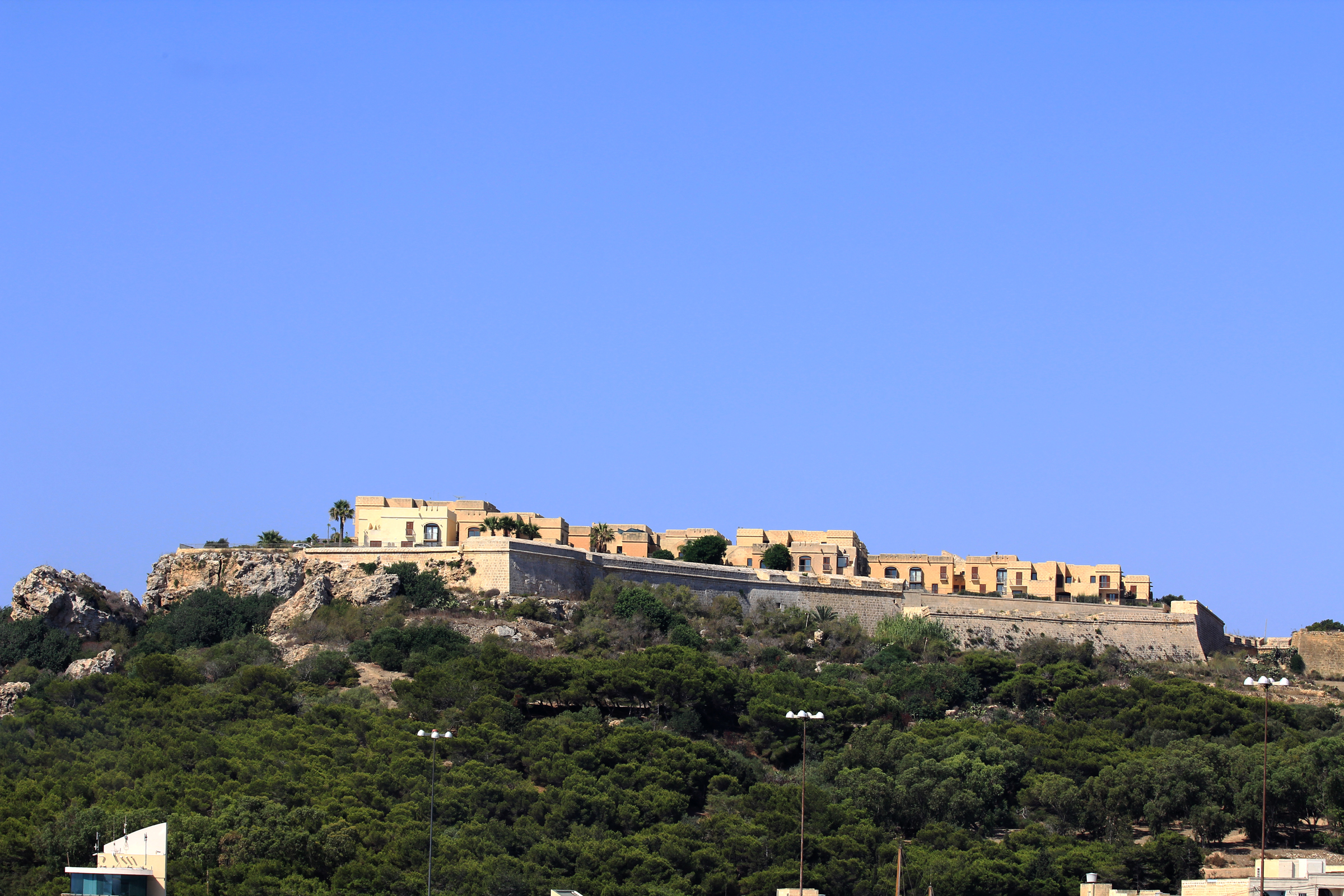
Вигляд на форт із затоки Мґарр
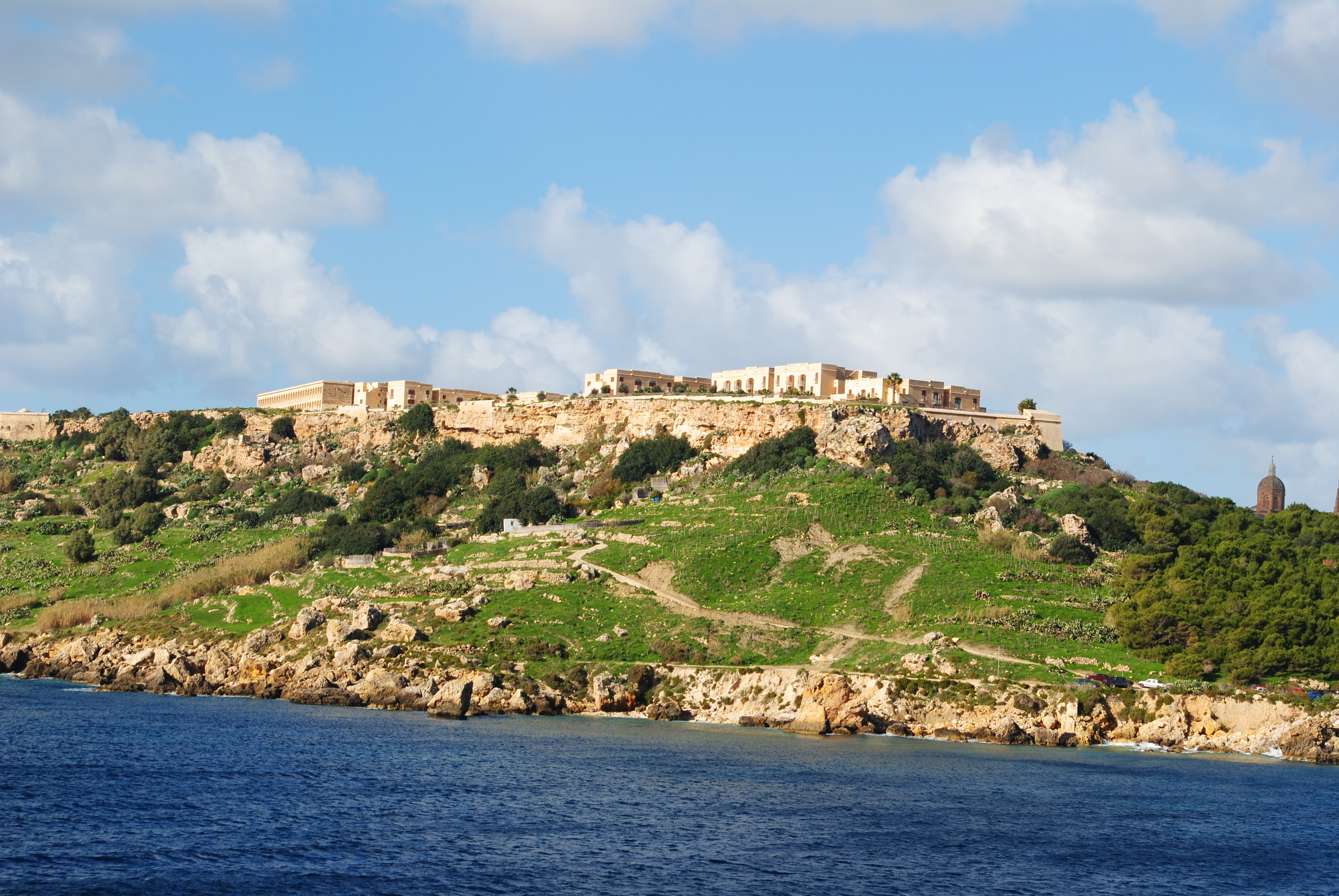
Південний периметр форту, який знаходиться зі сторони моря